# Kraftwerk Kapar
Das Kraftwerk Kapar (bzw. Kraftwerk Sultan Salahuddin Abdul Aziz) ist ein Kohlekraftwerk im Bundesstaat Selangor, Malaysia, das an der Straße von Malakka gelegen ist. Es wurde nach Salahuddin Abdul Aziz benannt. Die Stadt Klang liegt ungefähr 10 km östlich des Kraftwerks.
Das Kraftwerk ist im Besitz von Kapar Energy Ventures Sdn. Bhd. (KEV) und wird auch von KEV betrieben. KEV ist ein Joint Venture von Tenaga Nasional Berhad (60 %) und Malakoff Corporation Berhad (40 %).

## Kraftwerksblöcke
Das Kraftwerk besteht aus vier Anlagen. Die folgende Tabelle gibt einen Überblick:
| Anlage | Block | Max. Leistung (MW) | Betriebsbeginn | Turbine       | Generator | Dampfkessel  |
| ------ | ----- | ------------------ | -------------- | ------------- | --------- | ------------ |
| 1      | 1     | 300                | 1985           | MHI           | Melco     | Riley Mitsui |
|        | 2     | 300                | 1986           | MHI           | Melco     | Riley Mitsui |
| 2      | 1     | 300                | 1988           | MHI           | Melco     | IHI          |
|        | 2     | 300                | 1989           | MHI           | Melco     | IHI          |
| 3      | 1     | 500                | 2000           | GE            |           | IHI          |
|        | 2     | 500                | 2000           | GE            |           | IHI          |
| 4      | 1     | 110                | 1994           | Nuovo Pignone | Alstom    |              |
|        | 2     | 110                | 1994           | Nuovo Pignone | Alstom    |              |

Die beiden Dampfkessel der Anlage 1 wurden ursprünglich mit Öl befeuert; in den 1990er Jahren wurden sie auf die Befeuerung mit Erdgas umgerüstet. Die Dampfkessel der Anlagen 2 und 3 können mit Kohle, Öl oder Erdgas befeuert werden. Die Anlage 4 besteht aus zwei Gasturbinen.